# Universidad de Carleton
La Universidad de Carleton es una universidad canadiense, ubicada en Ottawa, Canada.
Fundada como una pequeña universidad en 1942, Carleton ofrece más de 65 programas en una amplia gama de disciplinas. Carleton ha sido constantemente clasificada entre las diez mejores universidades integrales en Canadá. Más de 2.000 profesores a tiempo parcial y tiempo completo enseñan a unos 25.000 estudiantes (incluyendo un récord de 6000 recién llegados para el año académico 2011-2012) procedentes de más de 147 países, que estudian para un grado de Licenciatura, Maestría o Doctorado.
La Universidad fue nombrada por el condado de Carleton Ontario, que incluía la ciudad de Ottawa en el momento que Carleton fue fundada. El condado de Carleton, a su vez, fue nombrado en honor de Guy Carleton, 1.er barón de Dorchester, uno de los primeros gobernadores generales de la Norteamérica Británica.